# Oncodesmus festae
Oncodesmus festae är en mångfotingart som beskrevs av Filippo Silvestri 1898. Oncodesmus festae ingår i släktet Oncodesmus och familjen Cyrtodesmidae. Inga underarter finns listade i Catalogue of Life.